# Neocrex colombiana
La polluela colombiana o polluela pizarra (Neocrex colombiana) es una especie de ave de la familia Rallidae, que se encuentra al norte y occidente de Colombia, oriente de Panamá y occidente de Ecuador.

## Descripción
Mide en promedio 19 cm de longitud. El pico es verde con punta negra y base roja. El píleo y la nuca son gris pizarra; el dorso pardo oliváceo; la barbilla y garganta blancas. Los flancos son de color canela, así como también la cara inferior de las alas. Presenta color ante en el vientre y bajo las coberteras de las alas. Las patas son de color anaranjado a castaño rojizo.

## Hábitat
Vive en pastizales húmedos y áreas pantanosas del , hasta los 2.100 m de altitud.